# غاري باربارو
غاري باربارو (بالإنجليزية: Gary Barbaro)‏ هو لاعب كرة قدم أمريكية أمريكي، ولد في 11 فبراير 1954 في نيو أورلينز في الولايات المتحدة.

## وصلات خارجية
- غاري باربارو على موقع مرجع كرة القدم المحترفة.كوم (الإنجليزية)